# Nguyễn Thị Thủy
Nguyễn Thị Thủy (sinh ngày 15 tháng 12 năm 1977) là đại biểu quốc hội Việt Nam khóa XV, thuộc đoàn đại biểu quốc hội tỉnh Bắc Kạn, là Phó Chủ nhiệm Ủy ban Tư pháp Quốc hội Việt Nam.

## Thân thế
Nguyễn Thị Thủy sinh ngày 15 tháng 12 năm 1977, quê quán ở xã Chi Lăng, thị xã Quế Võ, tỉnh Bắc Ninh.
Bà cư trú ở nhà số 4C, ngõ 82, phố Nguyễn An Ninh, tổ 52, phường Tương Mai, quận Hoàng Mai, thành phố Hà Nội.

## Giáo dục
- Đại học chuyên ngành Luật kinh tế
- Tiến sĩ chuyên ngành Luật hình sự, tên đề tài: "Mô hình tố tụng hình sự Việt Nam và vấn đề áp dụng tố tụng tranh tụng", bảo vệ năm 2014 tại khoa luật, Đại học Quốc gia Hà Nội, người hướng dẫn khoa học: giáo sư, tiến sĩ khoa học Đào Trí Úc.[2][3][4]
- Bằng Cao cấp lí luận chính trị

## Sự nghiệp
Bà gia nhập Đảng Cộng sản Việt Nam vào ngày 8 tháng 7 năm 2005.
Vào tháng 9 năm 2010, bà có học vị thạc sĩ, giữ chức trưởng phòng ở Viện khoa học kiểm sát, Viện kiểm sát nhân dân tối cao.
Ngày 1 tháng 6 năm 2012, bà được bổ nhiệm chức vụ Phó Viện trưởng Viện Khoa học Kiểm sát, Viện kiểm sát nhân dân tối cao.
Ngày 3 tháng 2 năm 2015, bà được bổ nhiệm chức Vụ trưởng Vụ Pháp chế và Quản lý khoa học (Vụ 14) thuộc Viện kiểm sát nhân dân tối cao. Bà là bí thư Chi bộ Đảng Cộng sản Vụ này. Trước đó bà đã giữ chức Phó vụ trưởng.
Năm 2016, bà cùng với ông Nguyễn Hòa Bình, Viện trưởng Viện kiểm sát nhân dân tối cao, được Viện kiểm sát nhân dân tối cao đề cử làm ứng cử viên Đại biểu quốc hội với tư cách ứng cử viên từ trung ương. Bà được Ủy ban Thường vụ Quốc hội giới thiệu ứng cử đại biểu Quốc hội khóa XIV theo cơ cấu đại biểu Quốc hội chuyên trách ở Trung ương và kết quả cuộc họp của Ban lãnh đạo Viện kiểm sát nhân dân tối cao. Bà ứng cử ở đơn vị bầu cử số 1 tỉnh Bắc Kạn, gồm các huyện: Ba Bể, Ngân Sơn, Na Rì và Pác Nặm.

## Đại biểu quốc hội Việt Nam khóa XIV nhiệm kì 2016-2021

### Đề nghị bổ sung điều luật Luật sư tố giác thân chủ
Vào ngày 24 tháng 5 năm 2017, trong buổi thảo luận ở quốc hội về sửa đổi Bộ luật hình sự, bà đề nghị đưa quy định "luật sư tố giác thân chủ" khi bào chữa nếu biết thân chủ phạm tội xâm phạm an ninh quốc gia vào Bộ luật Hình sự. Tuy nhiên, các đại biểu Nguyễn Chiến và Trương Trọng Nghĩa kịch liệt phản đối.
- ĐB Nguyễn Chiến (Hà Nội), Phó chủ tịch Liên đoàn luật sư Việt Nam đặt vấn đề: "Luật sư đi tố giác thân chủ khác nào cha đạo đi tố con chiên vừa xưng tội. Chỉ một vụ luật sư tố giác thân chủ thôi, xã hội có còn tin để nhờ luật sư bào chữa bảo vệ quyền, lợi ích hợp pháp của họ nữa hay không?"
- ĐB Trương Trọng Nghĩa (TP.HCM) cho rằng quy định luật sư tố giác thân chủ có thể dẫn đến vi phạm quyền con người của bị can, bị cáo. Theo Hiến pháp và bộ luật Tố tụng hình sự, bị can, bị cáo không bị buộc phải khai báo những điều bất lợi và không bị buộc phải nhận tội, trong khi luật sư lại đi tố giác họ.[9]

### Dự thảo Luật trách nhiệm bồi thường của Nhà nước (sửa đổi)
Sáng 31 tháng 5 năm 2017, bà phản đối lập trường của Ủy ban thường vụ Quốc hội cho rằng việc cải chính công khai là quan hệ dân sự, thuộc về quyền nhân thân, nên chỉ khi người bị oan có yêu cầu Nhà nước mới tổ chức xin lỗi công khai. Bà cho rằng đề nghị phục hồi danh dự cho người bị oan phải là trách nhiệm công vụ, và do đó "trong mọi trường hợp khi có văn bản xác định bị oan thì cơ quan Nhà nước phải chủ động tổ chức xin lỗi công khai và bồi thường cho công dân".

### Đề nghị thu hồi tài sản không chứng minh được nguồn gốc hợp pháp
Sáng ngày 21 tháng 11 năm 2017, tại phiên thảo luận dự án Luật phòng chống tham nhũng (sửa đổi) ở Quốc hội Việt Nam, bà cho biết quy định hiện hành không cho phép thu hồi tài sản không giải trình được nguồn gốc hợp pháp, vì thời gian cho các thủ tục từ khởi tố, điều tra, truy tố, đến xét xử vụ án hình sự kéo dài rất lâu. Bà đề nghị cần có các thủ tục tố tụng đặc biệt, vượt lên trên khuôn khổ pháp lý thông thường. Trong khi quan điểm của ban soạn thảo dự luật là không bổ sung quy định thu hồi tài sản không giải trình được nguồn gốc hợp pháp là để phù hợp với nguyên tắc của tố tụng hình sự - trách nhiệm chứng minh thuộc về nhà nước, các cơ quan tố tụng phải chứng minh, chứ không phải là người có tài sản phải giải trình.

### Ủng hộ dự Luật đặc khu
Ngày 23 tháng 5 năm 2018, tại kì họp thứ 5 năm 2018, khi thảo luận tại nghị trường Quốc hội Việt Nam về dự án Luật Đơn vị hành chính - kinh tế đặc biệt Vân Đồn, Bắc Vân Phong, Phú Quốc (gọi là các đặc khu), Nguyễn Thị Thủy cho biết bà đã từng sang Các tiểu vương quốc Ả Rập thống nhất tìm hiểu về đặc khu và cho biết các đặc khu ở đây có sức hấp dẫn do có sự ưu đãi về kinh tế. Bà còn đề nghị tăng thẩm quyền cho các tòa án đặc khu với các vụ án hình sự.

## Tác phẩm

### Bài báo
- Nguyễn Thị Thủy, "Nguyên tắc tập trung thống nhất lãnh đạo trong ngành kiểm sát lý luận và thực tiễn ở Việt nam", tạp chí Kiểm sát số 21, trang 43-46, tháng 11 năm 2013.[13]
- Nguyễn Thị Thủy (2013), "Những tiền đề và thách thức đối với việc áp dụng tố tụng tranh tụng ở nước ta", Kiểm sát, (15), tr. 30-36.
- Nguyễn Thị Thủy, "Sửa đổi, bổ sung Bộ luật Tố tụng hình sự nhằm thực hiện chủ trương của Đảng "Tăng cường trách nhiệm công tố trong hoạt động điều tra, thực hiện cơ chế công tố gắn với điều tra"", Kiểm sát số 21, tháng 11 năm 2012, trang 16-22.[14][15]
- Nguyễn Thị Thủy (2012), "Mô hình tố tụng hình sự và vấn đề xác định quyền và nghĩa vụ của các chủ thể trong tố tụng hình sự", Kiểm sát, (9), tr. 46-51, 55.
- Nguyễn Thị Thủy (2011), "Một số yêu cầu đặt ra đối với công cuộc cải cách tư pháp hình sự ở nước ta", Nhà nước và pháp luật, (7), tr. 48-53.
- Nguyễn Thị Thủy (2011), "Các mô hình tố tụng hình sự điển hình trên thế giới và xu hướng hoàn thiện mô hình tố tụng hình sự ở nước ta hiện nay", Kiểm sát, (9), tr. 41-46 và 48.
- Nguyễn Thị Thủy (2011), "Các mô hình tố tụng hình sự điển hình trên thế giới và xu hướng hoàn thiện mô hình tố tụng hình sự ở nước ta hiện nay", Kiểm sát, (10), tr. 41-47.
- Nguyễn Thị Thủy (2011), "Một số quan điểm trong quá trình nghiên cứu Đề án đổi mới Viện kiểm sát theo yêu cầu cải cách tư pháp", Kiểm sát, (11), tr. 11-15.
- Lê Hữu Thể (tiến sĩ, Phó viện trưởng Viện kiểm sát nhân dân tối cao), Nguyễn Thị Thủy (thạc sĩ), "Hoàn thiện mô hình tố tụng hình sự Việt Nam theo yêu cầu cải cách tư pháp", Tạp chí Nghiên cứu lập pháp. Văn phòng Quốc hội., Số 18(179), tháng 9 năm 2010, tr.5-11.[5][16]

### Sách
(Sách) TS. Lê Hữu Thể - TS. Đỗ Văn Đương - ThS. Nguyễn Thị Thủy. Những vấn đề lý luận và thực cấp bách của việc đổi mới thủ tục tố tụng hình sự đáp ứng yêu cầu cải cách tư pháp; Hà Nội: Chính trị Quốc gia - Sự thật, 2013,550 tr.; 24 cm; KHK: V23656-V23658